# 한국의 여성신학자
한국의 여성신학자들은 대한민국의 여성으로서 진보신학과 보수주의 신학의 각 전공별로 다양하게 활동한 개신교 신학자들이다. 한국 최초의 여성 신학자 공덕귀, 인권운동가인 이우정을 시작으로 1970년대 이후 활동한 박순경, 주선애, 정숙자, 이동주, 정미현, 오현선, 채은하, 김호경, 백소영, 최순양, 유연희, 유정선, 박보경 (신학자), 한상화, 이정숙, 김준희, 구미정, 김선영, 양신혜, 김정숙, 이광순, 황현숙, 강호숙, 이우금, 신길자, 송예진, 최유진, 서나영, 서혜정, 안수정, 김판임, 정희성, 박희로, 최영실 등이 있다. 여성신학자는 여성 신학나 여성주의 관점에서 신학을 연구하는 학자라기 보다는 여성으로서 신학적 활동을 하는 신학 전문가이다. 1980년 4월 창립된 한국여신학자협의회는 여성학자들의 활발한 협의체이다.

## 참고 문헌
- 한국신학교육기관자료집 (전국신학대학협의회, 2011)
- 김정숙 한국여성신학의 전개와 논쟁들
- 한국 여성신학의 흐름과 발자취 보관됨 2021-06-24 - 웨이백 머신

## 같이 보기
- 여성 신학
- 한국의 신학자 목록
- 대한민국의 여성신학자 목록